# Laze pri Gobniku
Laze pri Gobniku – wieś w Słowenii, w gminie Litija. W 2018 roku liczyła 29 mieszkańców.